# Augustenburger Platz
Der Augustenburger Platz ist ein Platz im Berliner Ortsteil Wedding zwischen der Amrumer Straße und der Föhrer Straße vor dem Haupteingangsbereich des Rudolf-Virchow-Krankenhauses (Charité Campus Virchow-Klinikum). Er wird im Nordosten durch den Gebäudekomplex der Berliner Hochschule für Technik, im Südosten durch die Föhrer Straße und im Westen durch die Zufahrtsstraße des Krankenhauses begrenzt.
Der Platz umfasst eine Fläche von insgesamt rund 4500 m². Seinen Namen erhielt er am 9. Januar 1901 nach der dänischen Stadt auf der Ostseeinsel Alsen. Augustenburg war zugleich Sitz der herzoglichen Linie Schleswig-Holstein-Sonderburg-Augustenburg, aus der Auguste Viktoria, die Gemahlin Kaiser Wilhelms II. stammte. Der Platz mit nur einer Grundstücksnummer ist die postalische Adresse für das Rudolf-Virchow-Krankenhaus und alle weiteren Einrichtungen auf dem Klinikgelände.

## Geschichte

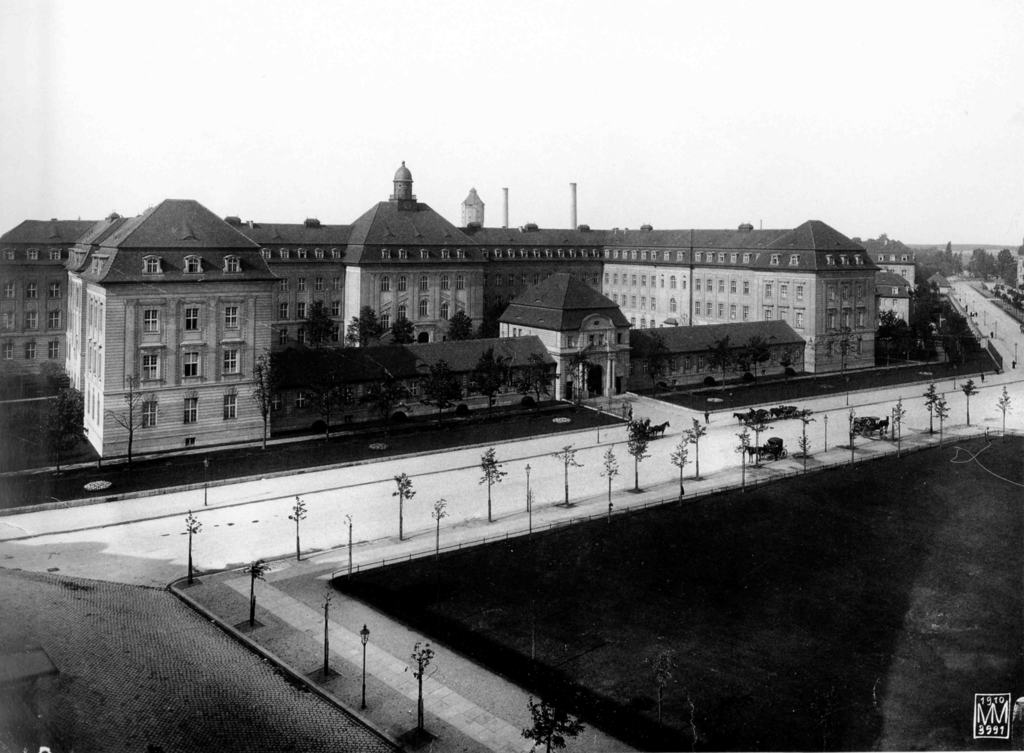
Augustenburger Platz, 1910

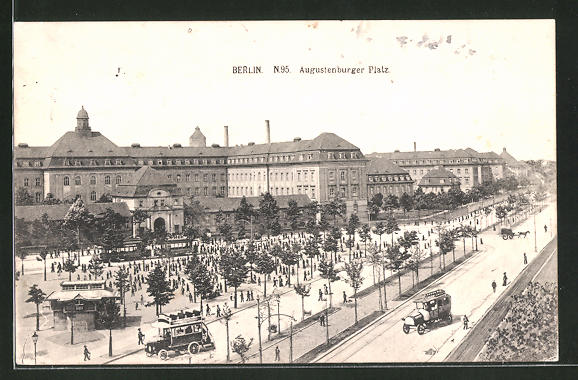
Blick über den Augustenburger-Platz, 1914

Im Hobrecht-Plan von 1862 war der Platz noch nicht explizit vorgesehen, stattdessen gab es in der Abteilung XI die Straße Nr. 15a am Rande der Bebauung. Von den frühen 1820er Jahren bis in die 1850er Jahre befand sich hier und auf dem südwestlich angrenzenden Gelände die Abdeckerei, die ab 1873 ihren Platz in der Müllerstraße 81 fand und 1908 schließlich nach Rüdnitz bei Bernau verlegt wurde. Nachdem 1899 der Bau des Rudolf-Virchow-Krankenhauses begonnen hatte, musste für die Straßenanbindung gesorgt werden. Der Platz wurde vermutlich 1905 von Hermann Mächtig geplant, aber erst 1908–1909 ausgeführt.
Der erste Eintrag taucht im Berliner Adressbuch 1902 auf, nachdem der Platz am 9. Januar 1901 benannt wurde. 1905 ist der Platz zwischen Amrumer und Föhrer Straße mit dem Anlieger „Rudolf-Virchow-Krankenhaus“ verzeichnet.
Laut Magistratsbeschluss vom 30. Oktober 1908 wurde auf die gärtnerische Gestaltung des Platzes verzichtet und beschlossen, dass dieser nur mit Bäumen und Bänken besetzt und mit Kies befestigt werden sollte. In den Folgejahren entwickelte sich der Platz zu einem Verkehrsknotenpunkt und erhielt ein Toilettenhäuschen, eine Wartehalle und eine Normaluhr der Berliner Straßenbahn.
1936 schlossen sich Geschäftsleute und Anwohner der anliegenden Grundstücke zusammen, um eine Eingabe beim Gartenbauamt des Bezirks Wedding zu machen, da sich der Zustand rapide verschlechtert hatte. Sie baten, den Zustand des Platzes zu verbessern, der durch Sandhaufen, herumliegende Pflastersteine, Hundekot und ein vergessenes Bauhäuschen verunstaltet war, und einen repräsentativen Platz mit Rasenflächen und Wegen anzulegen. Der Verwaltungsdirektor des Rudolf-Virchow-Krankenhauses schloss sich der Eingabe an. Stadtgartendirektor Josef Pertl plante 1939 eine Rasenfläche mit Gehölzgruppen und Sitzplätzen, deren Finanzierung im zweiten Kriegsjahr 1940 zwar bewilligt, aber nicht mehr umgesetzt wurde.

### Nachkriegszeit
Nach Kriegsende diente der Augustenburger Platz als Schuttabladefläche. 1948 begann die Neugestaltung des Platzes unter Einbeziehung der Bunkerruine des Zweiten Weltkriegs. Der von einem Vegetationsstreifen eingefasste Teil des Platzes lag in Folge der Trümmeraufschüttung erhöht und wurde durch je eine Treppe von der Föhrer Straße und dem gegenüberliegenden spitzen Ende erschlossen. Es existierte ein größerer Aufenthaltsbereich mit einem Sandkasten und einer rechteckigen Pflanzfläche, die von zahlreichen Bänken umgeben war.
Durch den Bau der U-Bahn-Linie 9 von 1955 bis 1961 erfuhr der Platz eine Umgestaltung. Die neue Straßenführung der Föhrer Straße mit Anschluss an die neu entstandene Luxemburger Straße und dem U-Bahnhof Amrumer Straße beschnitten den Platz an seiner Südostseite.

### Heutiger Zustand

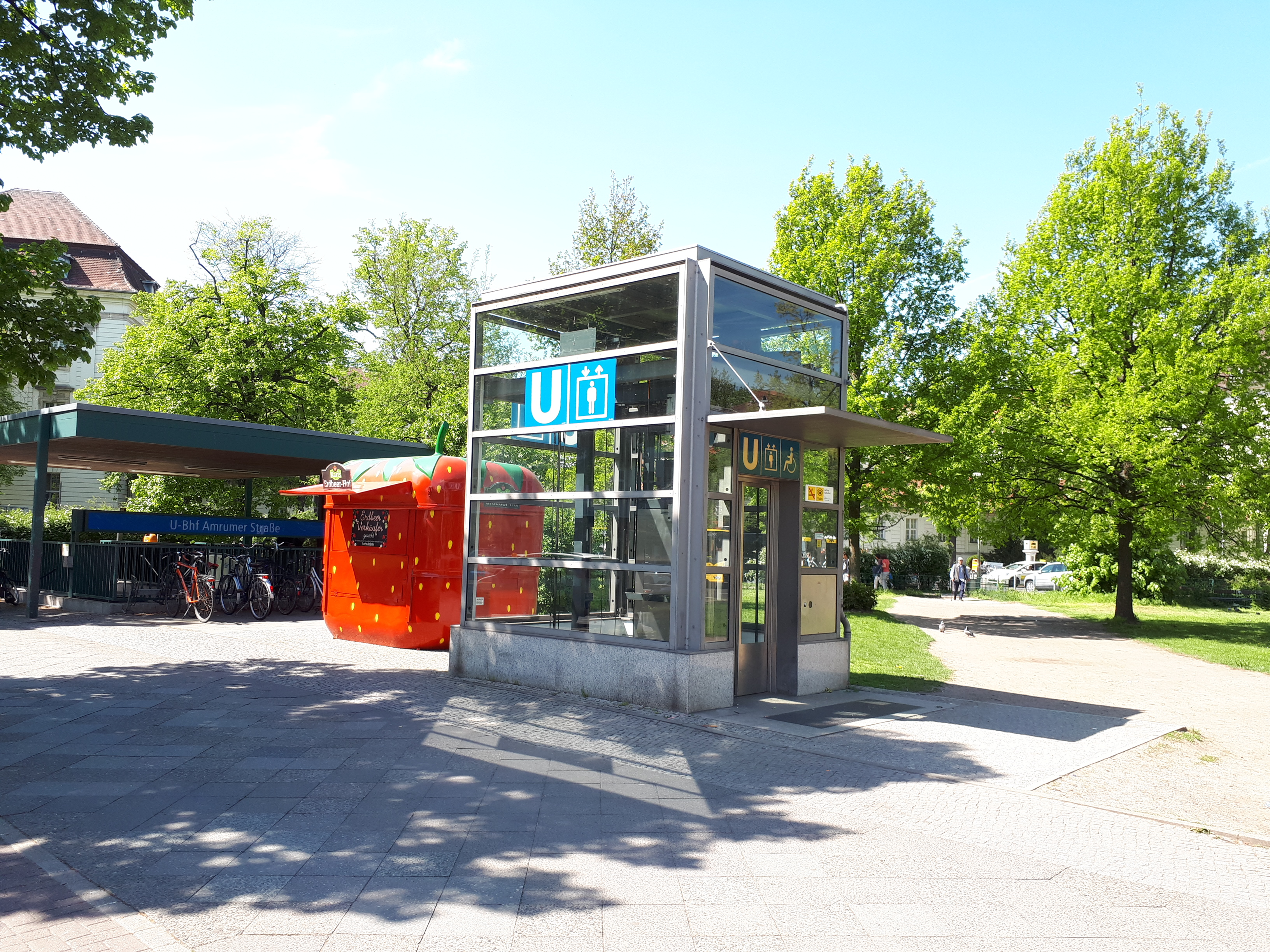
U-Bahn-Eingang mit Fahrstuhl

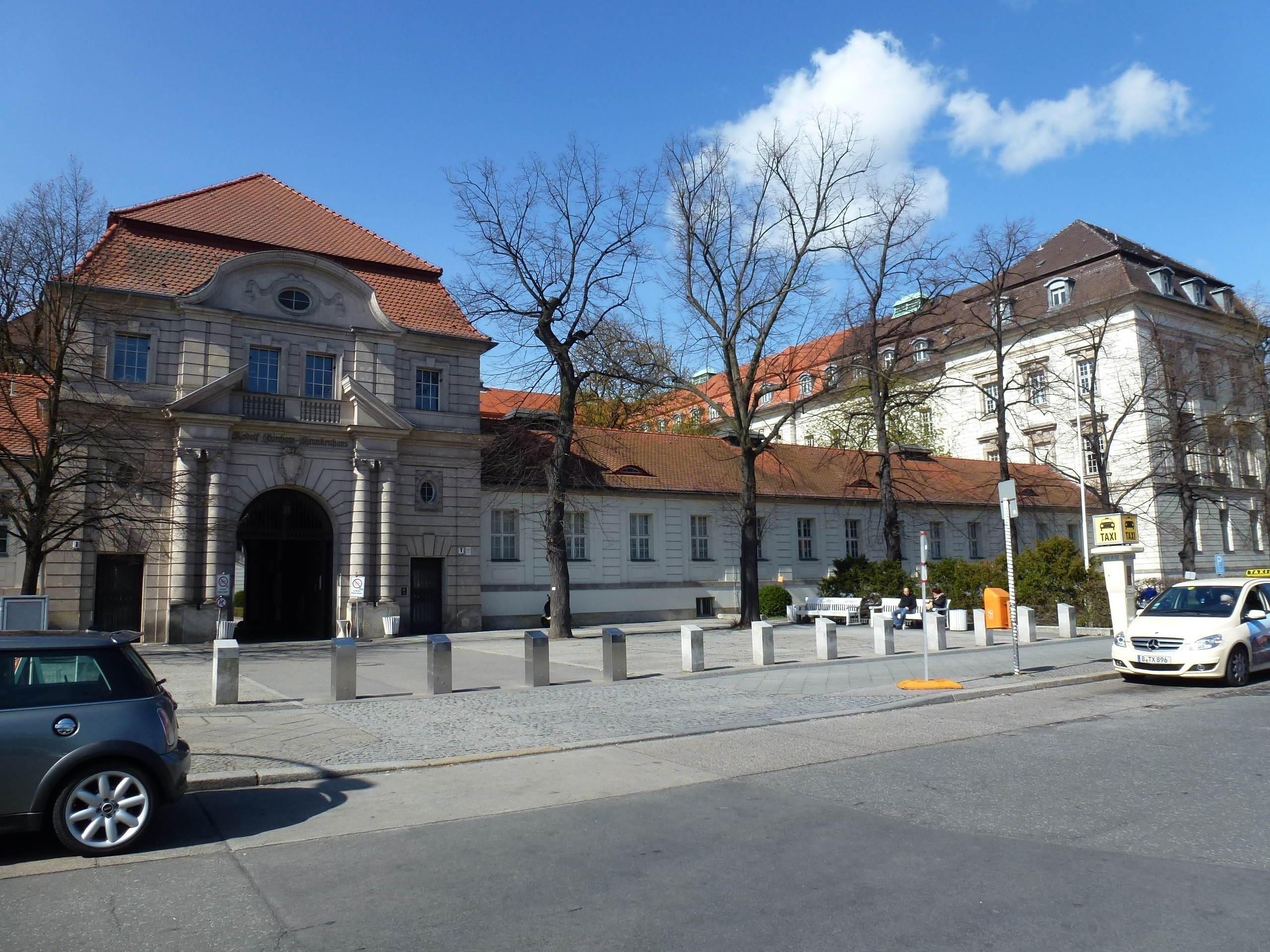
Eingangsbereich mit Sitzbänken

Im Jahr 1962 entstand durch den damaligen Bezirksgartendirektor Johannes Plonsker ein Wiederherstellungsplan, der dem erhöhten Verkehrsaufkommen Rechnung trug. An der Zufahrtsstraße entstanden mehrere Parkplätze sowie eine Abstellfläche für Zweiräder am Nordteil der Zufahrtsstraße vor dem Krankenhaus-Gebäude. Hier befinden sich auch ein Taxistand sowie zwei Imbissbuden. Parallel zur Zufahrtsstraße führt ein stark frequentierter Weg zum U-Bahn-Eingang, der durch einen quer über den Platz laufenden unbefestigten Weg ergänzt wird. Der U-Bahn-Eingang und der in den 2000er Jahren eingebaute Fahrstuhl reduzieren die Platzfläche zusätzlich. Die verbleibende Rasenfläche ist durch mehrere Verteilerkästen und Belüftungsschächte für die Stromversorgung weiter verunstaltet.
Auch die kleinteilige Gestaltung des Platzes täuscht nicht über den Eindruck eines Restplatzes hinweg: Lediglich auf dem kleinen Platz vor dem Haupttor des Krankenhauses befinden sich noch vier Bänke, die zum Verweilen einladen. Am Nordende des Platzes ist durch die einknickende Führung der Zufahrtsstraße eine kleine dreieckige Rasenfläche entstanden, die auch schon mit Blumen bepflanzt war. An die ehemals großzügigere Gestaltung des Platzes erinnern nur noch die Linden vor dem Krankenhaus-Gebäude.